# Mitología extremeña
Extremadura es de las últimas zonas de la península cuyos elementos folclóricos de índole fantástico han sido estudiados. Existe poco material que trate el tema, bastante reciente y casi siempre referido a las sierras del norte de Extremadura, que han llamado más la atención de diversos autores, aunque ningún rincón de Extremadura ni de la península ibérica en general es ajeno a este tipo de elementos. Se muestran en la mitología extremeña paralelismos con otras zonas de la Península, tanto de la Cornisa Cantábrica como del resto de la meseta en general o del sur mediterráneo.
La aproximación a estos mitos extremeños ha sido llevada a cabo desde diversos enfoques, desde la visión centrada en lo paranormal de Iker Jiménez, hasta los de autores como Fernando Flores del Manzano o el historiador e investigador de campo Félix Barroso. Aunque ya Publio Hurtado mencionara a principios del siglo XX de pasada pocos mitos, su estudio y divulgación se ha llevado a cabo en un momento en que todo este mundo entra en franca decadencia.

## Personajes mitológicos

### El Lagarto de las Peñas
También conocido como Dragón de las Vegas Bajas. El Lagarto de las Peñas es un gigantesco lagarto de varios metros de largo que habita en zonas rocosas de las dehesas entre Mérida y Badajoz. Son criaturas inteligentes que ejercen una justicia cruel sobre aquellos que lo merecen, se comen a los perros de los pastores que roban ovejas, rompen los arados de los agricultores que mueven las lindes y bajan a los pueblos de noche a comerse a las ancianas que hablan mal de sus vecinos.

### La Chancalaera
Este ser de la mitología hurdana parece estar relacionado con la Serrana de la Vera, a juzgar por el paralelismo de algún romance que la menciona, donde aparece también como acosadora de hombres, con ciertas versiones del romance de la Serrana. Se la describe como una hembra grande, hábil y atractiva, ducha en la caza y de una fuerza sobrehumana. Una gruta en pie del Pico de las Corujas es descrita como una morada suya. Puede transformarse en anciana de apariencia indefensa, o en animal, incluso en ave. Posee el don de poder dar zancadas de tal longitud que le permiten cruzar (“achancal” en altoextremeño, de ahí su nombre) ríos enteros de un solo paso, lo que dificulta el poder huir de ella, característica que también es adscrita a la Serrana de la Vera.
También se la utiliza como asustadora, afirmándose que entra a las casas donde oyen a los niños llorar para llevárselos y comérselos asados. Lo cual es una advertencia para los niños hurdanos llorones.
Teme al Entiznáu y trata de evitarlo.

### La Genti de Muerti

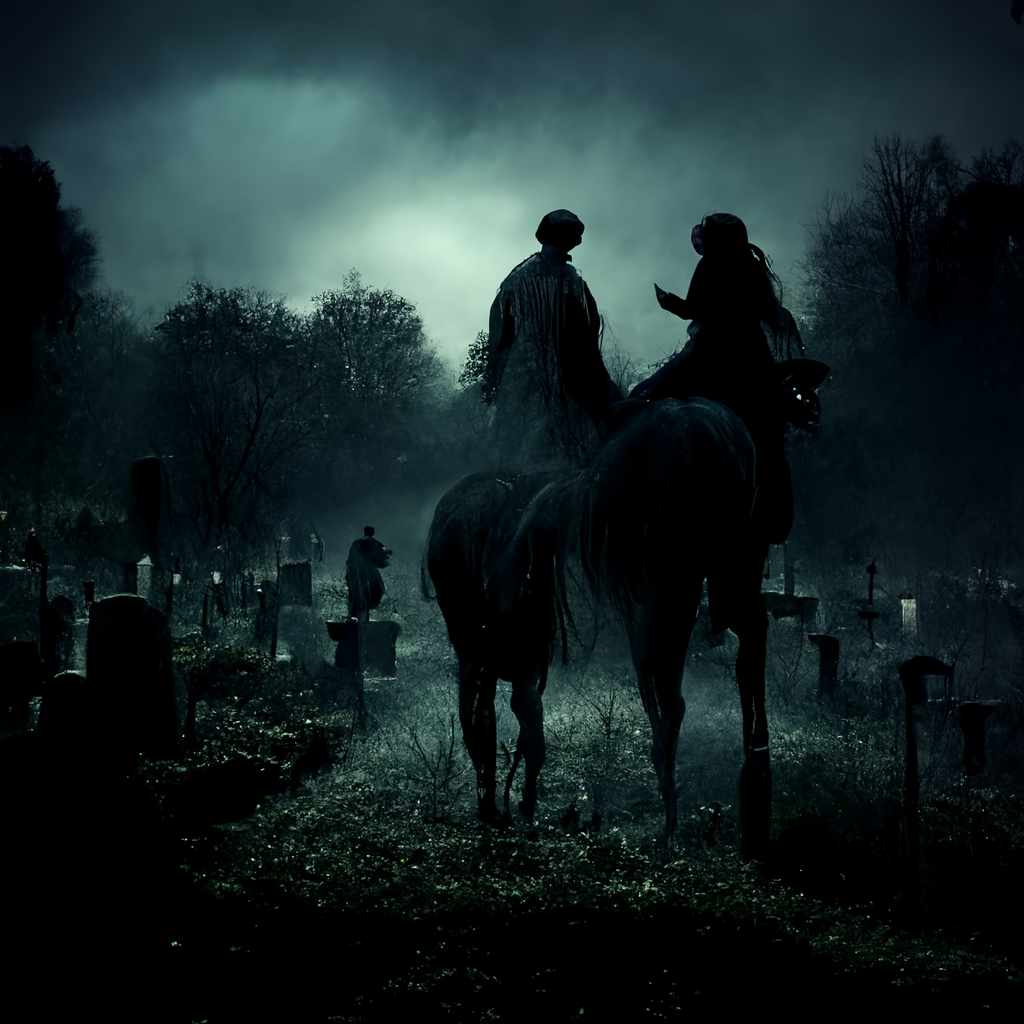
Genitu de Muerti imaginado por una inteligencia artificial.

También llamada el Corteju de Genti de Muerti o Cortejo de Gente de Muerte. En las Hurdes, se trata de la aparición de dos jinetes, un hombre y una mujer ancianos, montados en un caballo, que acaban desapareciendo en medio del galope de la misma forma misteriosa como aparecieron. A la pregunta de quiénes son siempre responden con voz lúgubre “somos Genti de Muerti” ,acaban desvaneciéndose y simplemente quedando un olor a humedad de los sepulcros. Varía la descripción de los jinetes, pero una descripción típica cuenta que irían vestidos con un faldón que les tapa las piernas, que tienen cara muy pálida, ojos en blanco y manos huesudas sujetando las riendas. Van en busca del alma de alguien que va a fallecer la noche de la aparición.

### La Procesión de Almas
En las Hurdes, como su nombre indica, se trata de una procesión de almas en pena similar a la Santa Compaña y otras visiones equivalentes del folclore peninsular. Entre otros lugares, por el valle del río Malvellido desfilan las almas vestidas de blanco portando una vela en la mano todos los jueves a la media noche, en doble sentido. Interceptarlas en medio camino equivaldría a una muerte inmediata.

### Moras y encantadas
En lo que respecta a los seres feéricos, por toda Extremadura se suele hablar de las moras (como en Galicia, la Meseta en general, Murcia o Aragón, que no tienen mucho que ver con las moras históricas) o de encantás o encantadas (como en la Meseta o en Asturias occidental). No se diferencian mucho de las encontradas en otros puntos de la península, incluyendo las xanes de Asturias central, de manera que se les supone mujeres de singular belleza que, debido a algún hechizo o maldición, adquieren poderes y características sobrenaturales, y que habitan en castillos abandonados, orillas de fuentes, charcos o arroyos, pasando el día peinando sus largos cabellos esperando que acuda algún galán a desencantarlas. A menudo se las asocia a tesoros reservados para el que logre desencantarlas, como las mouras gallegas o las ayalgas asturianas. A veces solo se dejan ver por algún paraje en determinada fecha del año. No seguir las condiciones pertinentes para desencantarlas puede traer consecuencias fatales.
Respecto a las encantadas asociadas a fuentes, es recurrente en la Alta Extremadura el relato sobre el descubrimiento en una fuente de una cadena de oro a la que no se le ve el fin, seguida de la desaparición de dicha cadena al cortar un pedazo de ella para guardárselo y el posterior murmurar de una voz en la fuente lamentándose por haber perdido para siempre la posibilidad del desencantamiento.
Las encantadas no siempre aparecen como seres benévolos. También es común por las Hurdes la historia sobre una misteriosa tienda de baratijas atendida por una mora que aparece mágicamente en un lugar encantado durante la hora anterior a la medianoche. La mora solo es desencantada si a la pregunta de cuál es el mejor objeto de la tienda se responde que es la propia mora. Los que responden que son las tijeras de oro o los afilados cuchillos son muertos vengativamente con esos mismos instrumentos. A veces se sustituye a la mora dueña de la tienda en la leyenda por una jáncana. Historias parecidas, con tienda y tijeras amenazantes, existen también en Galicia.

### El Machu Lanú

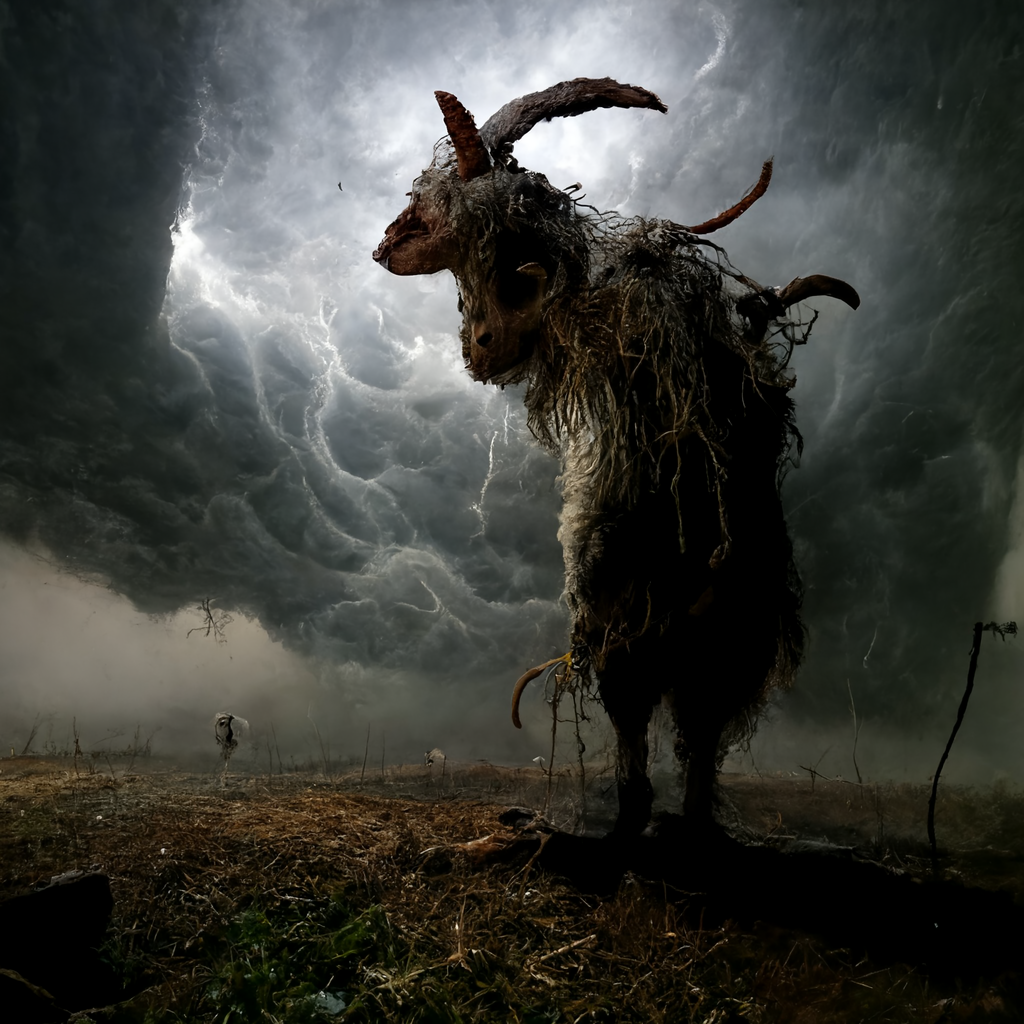
El Machu Lanú imaginado por una inteligencia artificial.

También llamado "el Lanú" a secas. Se trata de una misteriosa criatura mitológica hurdana con cuerpo de macho cabrío, voz humana cavernosa y rostro humano (aunque deforme), provisto de cuernos, de complexión corpulenta y que camina de forma bípeda. Antes de aparecer suele levantarse un ligero vendaval. Uno de los hurdanos que supuestamente tuvo encuentros con él fue el zajoril “Ti' Usebiu” pocos años antes de morir.
Aparte de esta visión siniestra del personaje, también está la festiva. El Machu lanú como disfraz, que figura como uno de los personajes del carnaval hurdano.

### Duendes y demás seres menudos
Aunque a día de hoy es más fácil encontrar a gente que crea en extraterrestres u ovnis que en duendes, la creencia en los duendes en todas sus formas estuvo muy generalizada por toda la península ibérica hasta hace no mucho tiempo y Extremadura no podía ser ajena a ello. También se menciona allí a las “duendas” femeninas. Son descritos de mil formas, desde como enanillos de aspecto grotesco, hasta vestidos con ropas de Fraile (los “Frailecillos” iluminados con una luz verdosa o violácea que mencionara Publio Hurtado, con capacidad para colarse por las cerraduras). Los duendes enredadores domésticos suelen preferir los lugares más inhóspitos de la casa, como cuartos oscuros, cuadras, bodegas o desvanes, para revolver en ellos y hacer ruidos de todo tipo. Es difícil librarse de ellos, ni aun mudándose de casa.
Los duendes domésticos se diferenciarían de los familiares, muy diminutos, que se asocian a una persona a la que pueden ayudar con sus poderes, lo mismo que traerles problemas, más asimilables a los prakagorris vascos y otros seres del mismo estilo. Estos están a su vez relacionados en cierto modo con los “malinus” que provocan las posesiones demoníacas, también presentes en diversas formas en gran parte del folclore peninsular.
En las Hurdes, se habla por ejemplo del Duendi Jampón, que pese a ser diminuto necesita engullir siete arrobas de comida al día y se cuela por las casas devorando todo lo que encuentra. También de la pareja formada por la duenda y el duendi zunguluteru, que además de trastearlo todo como los típicos duendes enreadadores, se le achaca el provocar los retortijones y los gases soplando en el oído a la gente mientras duerme. O el malestar general matutino a que el duende ha estado “contando las costillas” al durmiente. Mientras el duendi zunguluteru hace sus fechorías, su mujer la duenda se queda sentada a la lumbre por las noches royendo castañas.
En las Hurdes se habla también de duendes guardianes de tesoros enterrados en el campo. Si alguien trata de apropiarse de ellos desoyendo las advertencias del duende, éste transforma en carbón no solo el propio tesoro, sino todos los ahorros y riquezas del descubridor de éste cuando llega a su casa.
En la Vera, y especialmente en Garganta la Olla, los duendes imponían juramentos que de no cumplirse acarreaban la infertilidad a las mujeres. Estos duendes han sido descrito por los que decían haberlos visto e incluso se cuenta que a principios del siglo XX varios vecinos persiguieron a uno de ellos, cuando impuesto el juramento a una mujer, intentaron acabar con él para evitar la maldición. Estos duendes veratos se corresponden con un ser de unos 40 centímetros de altura, con cuerpo de forma humana, de un color verde especialmente brillante por la noche y que cuando es descubierto, huye muy rápidamente a cuatro patas, y esto es todavía más extraño, no en línea recta sino en zig-zag.
A veces se categoriza como "duendis" a seres que tendrían poco que ver con lo entendido típicamente por duendes, como el Entiznáu.
En el Valle del Jerte se habla de un ser diminuto femenino que entraría dentro de los típicos duendes enredadores domésticos llamado Pomporrilla. Como tal gusta de hacer trastadas por la casa, mover los cacharros o los muebles o producir ruidos. Su aspecto es grotesco, de estatura enana y cuerpo feo de tez negruzca y pelo greñoso. Su carácter femenino se percibe por su única distintiva teta, atrofiada y enflaquecida, que aparece en su busto. Su boca succionadora casi carece de dientes, poseyendo solo alguna muela para roer las castañas, su alimento favorito, que suele ir a buscar al sobrado o desván donde se colocan en las casas jerteñas.

### Peculiar descripción hurdana de la vida de ultratumba
El informante Julián Sendín Martín, de la alquería hurdana de Vegas de Coria, desveló en 1991 algo antes de morir al hurdanófilo Félix Barroso la siguiente peculiar descripción del Más Allá:

Dicin los curas que las almas de los muertus van a ajuntasi al Valli de Josafán, pero esu es lo que dicin los curas, que la verdá es muy otra. Las almas de los muertus salin en pruseción de ánimas, polas nochis, pero no todas las nochis, dependi de la luna. Van y vienin, cumu jubilás, de acá p'allá; van penandu... Las que tienin pocas penas que purgá, pues al cabu la postri, subin p'arriba, pero las que tienin más culpas que purgá, son encaminás a los disiertus, ande se desatan unas tormentas temerosas. Las tormentas las mandan las otras ánimas, las que ya están arriba, pa que sufran y se atormentin las ánimas que están abaju, y cuandu ya se hayan atormentáu y hayan sufríu de lo lindu, antonci ya podrán subí p'arriba.

### Asustadores diversos
Muchos de los seres empleados para asustar a los niños en Extremadura tienen paralelismos en el resto de la península desde la Cornisa Cantábrica a Andalucía. Algunos de los seres mencionados se usan como asustadores (jáncanas, chancalaera...). Publio Hurtado menciona entre ellos el coco, el Bu (conocido en Castilla y Asturias), la marimanta (conocida en Castilla y Andalucía), la mano negra (mano viviente terrorífica conocida en casi toda la península) y el demonuelo pardillín, además de la Caragontía, sobre la que añade una copla en la que es mencionada similar a una existente en Andalucía sobre otro personaje denominado "Tragantía". Tampoco son desconocidos igualmente el tío del sebo, el tío Camuñas, el sacasangres, el lobo y el hombre del saco en sus diversas variantes. Igualmente los duendes eran empleados para asustar a los niños. En Azuaga se emplea a Juan Colorín, de la porra y el candil, y en las Vegas Bajas del Guadiana al pituso. La criatura utilizada para evitar que los niños se acerquen a los pozos y que supuestamente vive en ellos, recibe, entre otros, los nombres de maruña y moracantana.
Entre estas criaturas habría que mencionar al monstruo mitológico hallado entre otros sitios en el Valle del Jerte, con equivalentes castellanos y asturianos (Tragaldabas o Zamparrampa), llamado Zamparrón, un ser de aspecto desagradable, cuerpo deforme de forma indefinida acomodada a las circunstancias, de tamaño mediano, cara repulsiva y voz gutural, especialmente caracterizado por su gran voracidad. Su cuerpo posee el don de la elasticidad, con capacidad de estirarse o encogerse para colarse por cualquier rendija pudiendo de esta forma penetrar en un hogar y devorar todo lo que encuentre en él. Como carece de dientes, succiona y traga todo lo que engulle sin masticarlo, incluyendo seres humanos. Su estómago no se llena nunca, ya que también es elástico y se expande a medida que entra en él todo lo que el Zamparrón devora.

### El Gruñu
Es un ser de aspecto horrible y demoníaco, de vestimenta oscura y voz cavernosa, que habita en las cuevas del Valle del Jerte. Es difícil verlo, ya que solo merodea fuera de su guarida por las noches cuando es difícil distinguirlo debido a su aspecto oscuro. Maldice y aoja a los que caminantes nocturnos que pasan cerca de él, lo cual se traduce en un cambio de carácter de la persona poseída por la voluntad del Gruñu.

### La Mano de Oro
En el Valle del Jerte hay relatos sobre una misteriosa mano poderosa hecha de oro capaz de matar piaras de ganado dejándoles una marca como hecha a fuego de una mano en el lomo. La codicia que desata en los ganaderos el descubrirla se convierte más tarde en horror una vez que la mano realiza sus fechorías.

### Los Malus Vientus
Se trata de una especie de torbellino desatado en silencio, sin oírse la agitación del aire, dentro del cual de repente desaparece el ganado de los pastores hurdanos para volver a aparecer de nuevo al cabo de unos minutos delante de los anonadados ganaderos.

### La Encorujá
En la mitología hurdana, se trata de mujeres maléficas con catadura de brujas con el poder colarse dentro de los hogares transformándose en puntos de luz. Se les achaca, entre otras cosas, el arrebatar a los bebés de las cunas y hacerlos aparecer en lugares inverosímiles a donde es imposible que ellos por sí mismos puedan desplazarse, como casas colindantes, el corral… También se les achaca el oprimir el pecho de los durmientes como la clásica Pesadilla y sus equivalentes en muchas culturas.

### Sirenas
Resulta curioso cómo se pueden encontrar leyendas sobre sirenas incluso en tierras de interior (donde son criaturas de agua dulce), como en Extremadura. Normalmente adquieren su forma mixta mitad mujer mitad pez debido a alguna maldición, a menudo por parte de un familiar, como en otras leyendas de encantamientos que conllevan la transformación en animales u otras criaturas. Serían una forma de seres feéricos, y como tales a menudo su forma de actuar es igual que la de las moras o encantadas. Surgen del agua peinando sus cabellos de forma coqueta como éstas, cantando de forma seductora. No siempre son criaturas benévolas, como la que nada por aguas del Tajo en Garrobillas seduciendo a los pescadores con sus cantos y haciendo que perezcan ahogados. Hay historias sobre sirenas por toda la geografía extremeña y peninsular, como son la que emerge cada noche de San Blas de la fuente de la Luná en Usagre o la que vive en el Charco Joyón, que se dice que comunica con el mar, en el término de Caminomorisco, en las Hurdes, que hechiza con sus cantos a los pastores que se acercan por la zona y los ahoga haciendo que se ensanche el arroyo donde vive inundándolo todo.
También destaca el dantesco hombre pez que según algunos supuestos testigos vivía en la laguna de la Madroñosa, cerca de Aceitunilla.

### Brujas y zánganus
Reciben el nombre de zánganos o zánganus los hombres corrientes que están al servicio de las aviesas brujas extremeñas. No tienen poderes sobrenaturales de por sí mismos, pero su alianza con las hechiceras les confiere habilidades tales como hacerse invisibles y colarse por las chimeneas y rendijas de las casas, donde armarían grandes ruidos para atormentar a sus habitantes. Sin embargo, su principal tarea no se constituye de estos asaltos, sino de asistir a las brujas a organizar los aquelarres. Son especialmente hábiles tocando los tamboriles, los grandes tambores utilizados en estas celebraciones para atraer a los participantes y marcar el ritmo de las danzas; según se dice, estos tambores desprenden al ser tocados luces fantasmagóricas y sonidos arrítmicos que pueden escucharse en la oscuridad de la sierra.

### Los zajorilis hurdanos
La palabra "zahorí" se suele emplear en castellano para el que es capaz de encontrar manantiales subterráneos, y, en algunas zonas, para los adivinos. Pero en las Hurdes los zajorilis eran algo diferente. Eran hombres sabios, respetados por la comunidad de cada alquería, que guardaban y transmitían la sabiduría popular hurdana. Se trataba de hombres considerados buenos y justos que ponían en paz los pleitos y pendencias y eran conocedores del "derecho consuetudinario" hurdano. Poseían amplios conocimientos sobre medicina popular, artesanía, tradición oral y costumbres hurdanas y hasta en ocasiones se les consideraba con facultad para la adivinación, la videncia, o incluso dones más sobrenaturales como el de conjurar las tormentas, la facultad de levitar o de curar con el aliento o la saliva (como los saludadores). Pese a esas facetas de hechiceros o videntes, su relación con los habitantes de cada alquería no era distante, sino que estaban en el centro del tejido social hurdano y compartían con los demás muchos de sus conocimientos.
El último zajoril fue Eusebio Martín Domínguez "Ti' Usebiu", de El Gasco, muerto en 1987. Otros zajorilis que quedan en la memoria de los hurdanos fueron Tío Alberto Azabal, de Pinofranqueado; Tío Anastasio Marcos Bravo, de Las Mestas; Tío Pedro Alejandrino Lemos, de Nuñomoral; Tío Santiago Guerrero, de Casares de Las Hurdes; Tío Moisés Crespo, de Martilandrán; o Tío Baldomero Duarte Velaz, de El Cerezal.

### Las Jáncanas
Se trata de maléficas criaturas femeninas de aspecto horrible que viven en las cuevas de los montes hurdanos. Poseen curiosos paralelismos con las juáncanas u ojáncanas cántabras y otras criaturas parecidas de la península. Se suelen describir como poseedoras de un solo ojo (según algunos informantes además con dos pequeños en la nuca), cuerpo deforme, rostro arrugado, pelo alborotado (a veces con serpientes en lugar de pelos) y vestidas de forma desaliñada.
Pese a su aspecto repulsivo pueden metamorfosearse, por ejemplo en mujeres atractivas. También en serpientes enormes, caso en el cual solo podrán volver a recuperar su primitiva forma tras enroscarse siete veces alrededor de un pastor que merodee en sus dominios y buscar su lengua para fundirse en un apestoso beso. La Jáncana entonces trata de seguir acosando al pastor incluso tras recuperada su repugnante forma primigenia.
Las jáncanas aparecen a veces como acosadoras que fuerzan a pastores para después cortarles la lengua con unas tijeras de oro. A veces sustituyen a las moras o encantadas como dueñas de las siniestras tiendas de baratijas. Es así por ejemplo en el romance de la Jáncana, recogido en Aceitunilla. También aparecen en una serie de cuentos hurdanos, en donde la antagonista es la “Jáncana Rabúa”. Según algunos informantes existen también jáncanas buenas que se dedican a ayudar a los que se pierden por el monte.

### El Jáncanu y el Pelujáncanu
Son la versión hurdana del mito del cíclope presente en muchas culturas indoeuropeas y peninsulares. Visten con pieles de animales y poseen un cuerpo peludo y gigantesco, además de un único ojo enorme en su frente, lo que no les impide tener una vista prodigiosa y “panorámica” de varias leguas a la redonda desde la altura que les proporciona su estatura. A menudo se le supone casado con una jáncana o hijo de alguna de ellas, pese a que éstas no suelen ser de un tamaño tan descomunal como el Jáncanu. Son seres malignos y antropófagos que viven en cuevas de los montes hurdanos dedicándose al pastoreo.
Existe de hecho un relato sobre el Jáncanu que sería una versión del mito de Polifemo en la Odisea adaptado a la realidad hurdana, algo que se repite con el Tartalo vasco.
El Pelujáncanu se diferencia del Jáncanu únicamente en su cabeza calva con un solo pelo, en el que reside su descomunal fuerza.

### El Entiznáu
Este ser de la mitología hurdana, aunque es a menudo clasificado como “duendi” por los propios hurdanos y llamado a veces “Duendi Tiznáu” o “Duendi Entiznáu”, encajaría poco con las características, comportamiento y diminutez de los duendes al uso. Su estatura es enorme, a veces descrito como de unos cuatro metros y en ocasiones incluso como un gigante mayor que los montes más altos de las Hurdes, alcanzando hasta las nubes.
Su nombre le proviene de lo oscuro de su figura, vestido con ropas oscuras, un gran sombrero (que en ocasiones se describe como de copa) y con la cara tiznada.
Posee la capacidad de conjurar tormentas, provocando los rayos con el eslabón y pedernal (deslabón y pernala, en altoextremeño) de que está provisto y los truenos tocando un descomunal tamboril. También puede traer la lluvia revolviendo las nubes con su sombrero. No solo esta faceta de señor de la atmósfera, sino también su indumentaria, lo entronca con otros genios de las tormentas de otras zonas como el Ñuberu o Xuan Cabritu asturiano, aunque su gran tamaño lo singulariza.
Es un tanto irascible. Cuando los pastores rechazan ofrecimientos del Entiznáu, como el de su eslabón y pedernal para encender sus cachimbas, es cuando desata las peores tormentas enfurecido.
Es temido por la Chancalaera, con la que posee cierta relación de enemistad.
También existen otros genios de las tormentas que reciben el nombre de "escolar".

### Los Mulachinis del Cielu
La palabra “mulachín”, “morachín” o “amorachín” significa en este caso “afilador”. Son seres mitológicos hurdanos de tamaño pequeño, incluso con aspecto de bebés, que juguetean entre las nubes de las tormentas forjando a cincel los rayos. Son descritos como poseedores de un solo ojo, lo que no les impide tener una puntería certera a la hora de lanzar los relámpagos. Contra ellos y sus rayos se clavan en los montes cruces hechas de torvisco.
Comparten la función de originadores del rayo con el Entiznáu. Son más fáciles de relacionar con los Nuberos cántabros.

### Licantropía en Extremadura
La licantropía asociada a cierta franja del occidente peninsular (Galicia, Portugal, Asturias occidental, parte de León) es característica. En Extremadura está adscrita principalmente a la zona fronteriza con Portugal, incluyendo la Sierra de Gata, y además, ya fuera de la zona rayana, es también común en las Hurdes, la Tierra de Granadilla y las Villuercas, aunque también aparecen relatos de licantropía esporádicamente en otras zonas. La denominación común del licántropo en Extremadura es "lobusome" o "lobisome", tomando similitudes de la denominación gallega.
Las supersticiones sobre hombres lobo en Extremadura suelen coincidir con las del occidente peninsular en general, afirmándose que el séptimo de una sucesión de hijos varones consecutivos, sin mediar ninguna hembra, nace con el sino de hombre lobo y se transformará en lobo cada noche de San Juan (en algunos casos cada noche de viernes o cada noche de luna llena), atacando lo mismo a personas que a animales. También se puede adquirir la condición de hombre lobo debido a una maldición. Se les puede devolver la forma humana antes de que vuelva a salir el sol efectuándoles una sangría en la pata derecha. Según otras versiones hay que desollar al lobo y quemar su piel, y entonces el lobo desollado resucita recuperando su forma humana.
El sino de hombre lobo para el séptimo de siete hijos varones consecutivos puede ser evitado si es bautizado por el hermano mayor y se le impone el nombre de Antonio.
La séptima de siete hijas hembras consecutivas sin mediar varón, en lugar de nacer mujer loba nace con el sino de bruja.
En las historias sobre humanos criados por lobos, diferentes a los casos de licantropía, a diferencia de en otras zonas de la Península estos no se muestran agresivos y dañinos, sino más bien huidizos y reacios al contacto humano (algo más acorde con los casos reales del mismo fenómeno).

### El Encontráu
Se trata de un peculiar elemento de la medicina popular hurdana que alcanza en alguna ocasión a zonas extremeñas colindantes, que establece el origen de un mal en la emanación maligna del espíritu de los animales salvajes. En las Hurdes se denomina encontráu a la urticaria, o más bien a la corriente negativa transmitida por animales que la provoca. Si en medio del campo un animal se queda observando a alguien, aunque éste no lo vea, ese alguien puede coger el encontráu. También si pisa por donde haya pasado cierto animal.
Las mujeres hurdanas, cuando iban al campo y tenían que colocar a su niño en cualquier lugar del suelo, decían antes "¡jusa el encontráu!" para evitar los efectos de éste por si la zona estaba contaminada. Para quitar el encontráu una vez que se ha contraído hay que barrerlo y "jusearlo" (ahuyentarlo). Se barren las zonas de la piel dañadas, previamente embadurnadas con harina, con plantas silvestres, recogidas a ser posible en un lugar cercano a donde se pilló el encontráu, o, según otras versiones, con una prenda de alguien que se llame Juan o María y del sexo contrario al del paciente, y al mismo tiempo se recita un ensalmo en que se debe mencionar el mayor número posible de animales, en la esperanza de poder acertar en mencionar el que provocó la enfermedad. Para algunos animales existen ciertas fórmulas estereotipadas, a menudo rimadas:
Si es de lagartija, ¡jusa a la rejendrija!
Si es de sapu, ¡jusa al buracu!
Si es de culebrón, ¡jusa al buracón!
Si es de gallina, ¡jusa al polleru!
Si es de lobu, ¡jusa al monti!
¡Jusa de tolos bichus, de los que m'acuerdu y de los que nu m'acuerdu!
Es preferible que tal ceremonia la haga el zajoril de la alquería correspondiente. El encontráu más difícil de quitar es el de sapo.
La medicina popular de otras zonas de Extremadura prescribe otros métodos más mundanos para curar la urticaria. Como el de dar por la mañana nueve vueltas alrededor de un objeto, que según la versión del pueblo en cuestión es un acebuche, un rosal, una mesa o una escoba colocada en pie en el suelo.

### El Escornáu

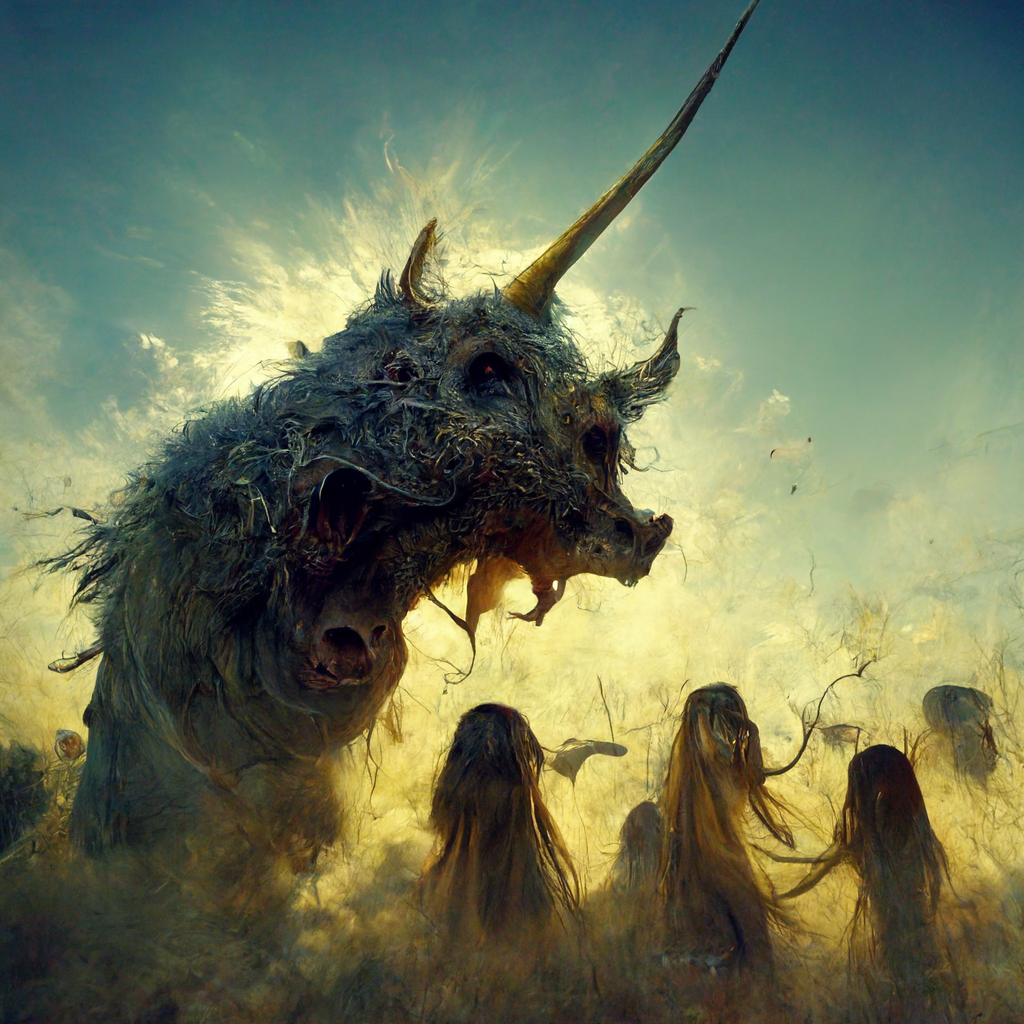
El Escornáu imaginado por una Inteligencia Artificial.

Se trata de un ser enorme y monstruoso de una leyenda procedente de Ahigal, con cuartos traseros de caballo, parte delantera de Jabalí y un enorme único cuerno en la frente. A dicho cuerno conservado en el pueblo se le otorgaban poderes terapéuticos. Según la leyenda, atacaba lo mismo a personas que a ganado del pueblo. Todo lo que trataron de hacer para acabar con él fue infructuoso, ya que su piel era impenetrable. Finalmente la cofradía del Rosario tuvo éxito en su enfrentamiento. Al pretender el ehcornáu atacar a las mujeres que portaban el estandarte de la Virgen, una fuerza divina lo paralizó al encontrarse frente a él, que, hinchándose como una pelota, reventó. Esta muerte del fiero animal ocurrió a la altura del llamado "Canchu la sangri", que aún, como dicen los informantes, presenta pigmentaciones rojizas que corresponden ala sangre del Escornáu.
El cuerno fue traído hasta Ahigal como recuerdo de aquella tragedia que asoló al pueblo y fue expuesto en la ermita del Cristo.
El asta del escornáu alcanzó categoría de reliquia. Se tomaban raspaduras del cuerno, ya que se suponían sanadoras de la esterilidad femenina principalmente, aunque también se consideraban remediadoras de otros variados males, especialmente de insomnio, estómago, nerviosismo y crecimiento. Incluso los mozos que entraban en quinta guardaban raspaduras en sus bolsillos con el convencimiento de que merced a ese amuleto o talismán lograban números que les libraran del servicio militar.
A finales del siglo XIX un obispo de la diócesis de Coria giró su visita pastoral a Ahigal y observó cómo la gente confiaba más en las virtudes de los polvos del escornáu que en los ruegos al Cristo. Prefiriendo que el pueblo conservara su devoción al crucificado no se le ocurrió otra cosa que la de cortar por lo sano, llevándose el milagroso cuerno. Es precisamente aquí donde se pierde el rastro del asta del fabuloso animal, aunque los ahigaleños siguieron recordando la tradición.

## Las Ánimas

### En las Hurdes
En pueblos como en La Alberca, continúa saliendo todas las noches la Moza de ánimas con su esquila, cantando unos ruegos por las ánimas 
del purgatorio. 
Una copla tradicional dice así:
"Vengan, vengan mis amigas, y se sienten a mí vera
Que pronto vendrán las ánimas
Vendrán llamando a la puerta 
A pedirnos los favores para sacarlas de penas
Oid cristianos, oid
Lo que las ánimas penan
Unas penan de los brazos, y otras de manos y piernas.
Y otras penan de la vista por no mirar con decencia.
Y ahí se asoma Caín
Envuelto en llamas tremendas:
Mi hermano es mi hermano Abel
Perdóname mis ofensas.
Y ruega  a Dios que me libre de tan penosas cadenas"

### En Serradilla
Uno de los últimos pueblos de Extremadura que continúan haciendo la novena de las Ánimas Benditas, saliendo a rezar y a cantar a las ánimas al anochecer y doblando las campanas del santuario y la parroquia , del 2 al 10 de noviembre, acabándose el 11, siendo ese día, el día de Las Ánimas.